# David Louis Walker
David Louis Walker (Clovelly, 13 de novembro de 1938) é um ministro australiano e bispo emérito de Broken Bay.
O Arcebispo de Sydney, cardeal Norman Thomas Gilroy, ordenou-o sacerdote em 21 de julho de 1962.
O Papa João Paulo II o nomeou Bispo de Broken Bay em 9 de julho de 1996. O Arcebispo de Sydney, cardeal Norman Thomas Gilroy, consagrou-o em 3 de setembro do mesmo ano; Os co-consagradores foram Patrick Laurence Murphy, ex-bispo de Broken Bay, e Kevin Michael Manning, bispo de Parramatta.
Em 13 de novembro de 2013, o Papa Francisco aceitou sua aposentadoria por idade.